# Mill Auto Conversions

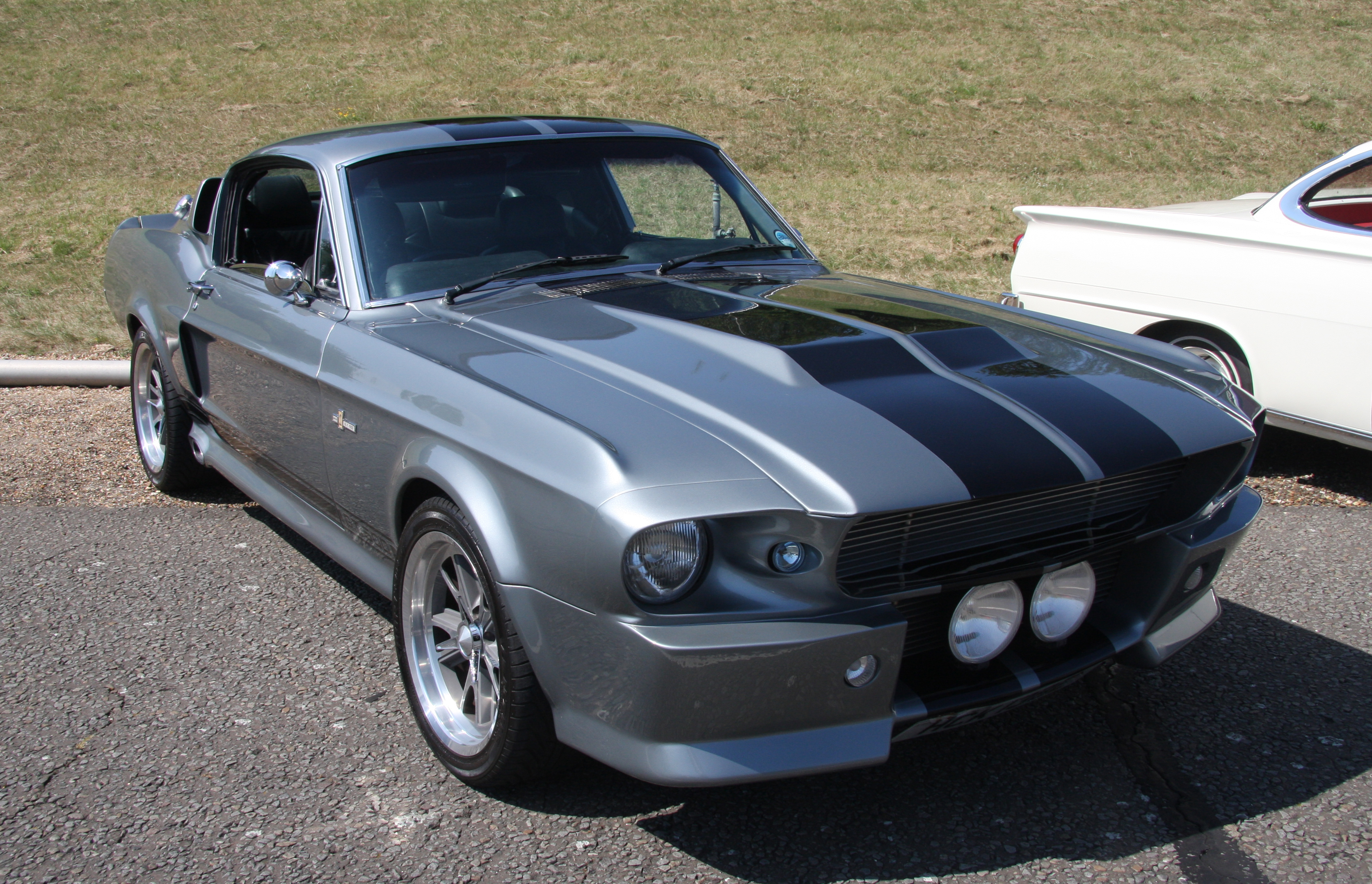
Mac EM 500 R

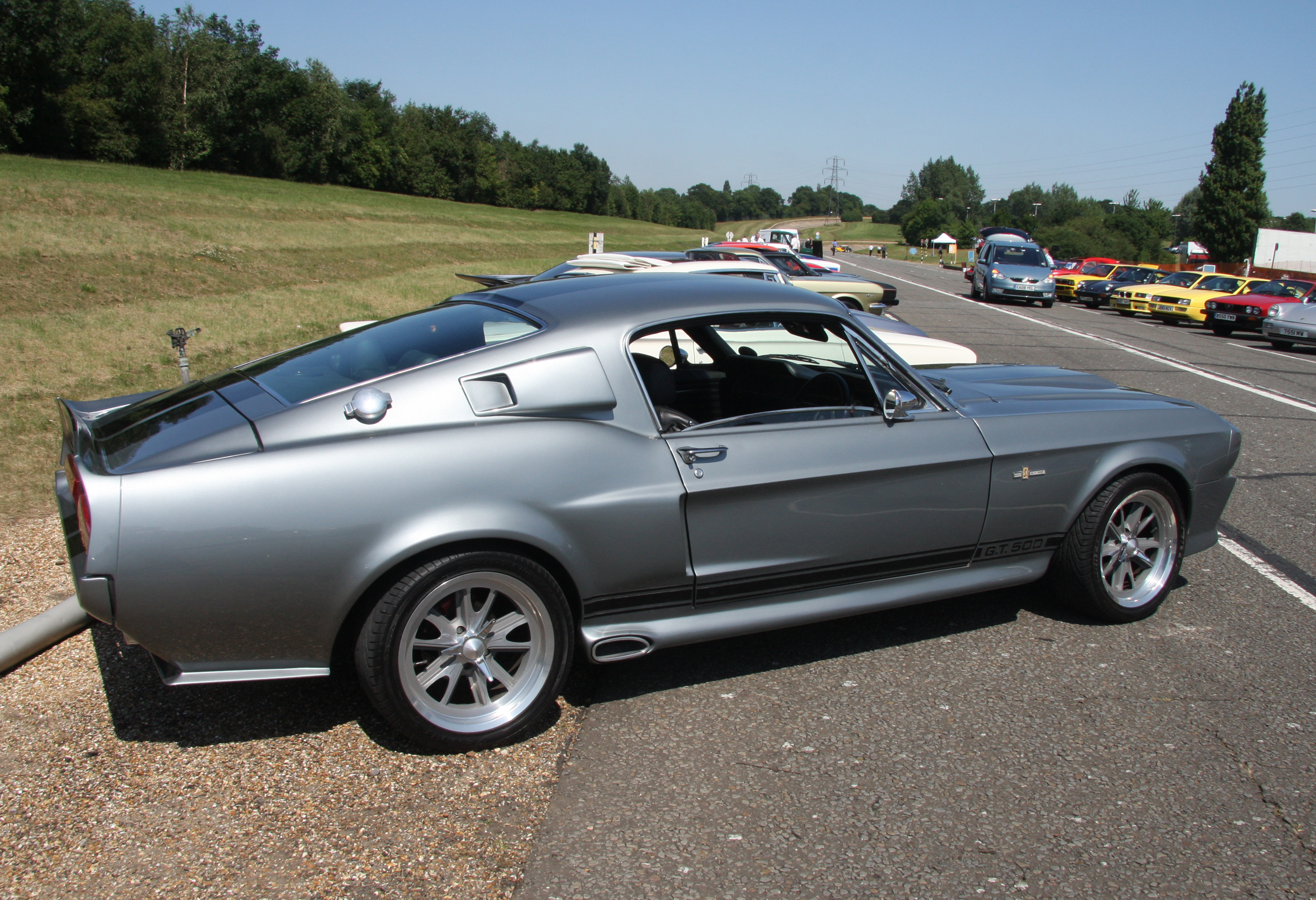
Seitenansicht

Mill Auto Conversions ist ein britischer Hersteller von Automobilen.

## Unternehmensgeschichte
Trevor Lewis gründete 2006 das Unternehmen in Preston in der Grafschaft Lancashire. Er begann mit der Produktion von Automobilen und Kits. Der Markenname lautet Mac. Insgesamt entstanden bisher etwa neun Exemplare.

## Fahrzeuge
Der EM 500 R ist die Nachbildung eines Ford Mustang. Seit 2006 entstanden etwa drei Fahrzeuge.
Der Scooby 200 ähnelte dem Ford RS 200. Der Motor kam vom Subaru Impreza. Dieses Modell fand zwischen 2006 und 2008 etwa sechs Käufer.